# 56-та окрема гвардійська десантно-штурмова бригада (СРСР)
56-та окрема гвардійська десантно-штурмова бригада (56 гв. ОДШБр) — з'єднання повітрянодесантних військ СРСР, що існувало у 1979—1992 роках.
Бригада пройшла «гарячі точки»: Афганістан (12.1979-07.1988), Баку (12-19.01.1990 — 02.1990), Сумгаїт, Нахічевань, Мегрі, Джульфа, Ош, Фергана, Узген (06.06.1990).
Після розпаду СРСР у 1992 році бригада перейшла увійшла до складу Збройних сил Росії.

## Історія
У 1979 році на базі 351-го гвардійського парашутно-десантного полку щойно розформованої 105-ї гвардійської повітрянодесантної Віденської Червонопрапорної дивізії в Азадбаш (район м. Чирчик) Ташкентської області Узбецької РСР була сформована 56-та окрема гвардійська десантно-штурмова бригада.
Для формування бригади були в терміновому порядку відмобілізувати військовозобов'язані запасу — так звані «партизани» — з числа жителів середньоазіатських республік і півдня Казахської РСР. Вони згодом і склали 80 % особового складу бригади при введенні військ в ДРА.
Формування підрозділів бригади одночасно було проведено в 4-х мобілізаційних пунктах і завершено в м. Термез. 13 грудня 1979 р. підрозділи бригади завантажені в ешелони і були передислоковані в місто Термез Узбецької РСР.
У грудні 1979 р. бригада була введена в Демократичну Республіку Афганістан (ДРА) і увійшла до складу 40-ї загальновійськової армії.
Вранці 25 грудня 1979 р. відразу на територію ДРА був переправлений 781-й окремий розвідувальний батальйон 108-ї мотострілецької дивізії. Слідом за ним переправився 4-ї десантно-штурмовий батальйон (4 ДШБ) 56 ОДШБр, якому було поставлено завдання з охорони перевалу Саланг.
З Термеза 1 ПДБ і 2 ДШБ на вертольотах, а решта в колоні — були передислоковані місто Кундуз. 4 ДШБ залишився на перевалі Саланг. Потім з Кундуза 2 ДШБ був переведений в місто Кандагар, де увійшов до складу новосформованої 70-ї окремої гвардійської мотострілецької бригади.
У січні 1980 року була введена весь склад 56 гв. ОДШБр. Вона була розміщена в місті Кундуз.
З моменту передачі 2 ДШБ до складу 70 гв. ОМСБр, бригада фактично була полком у складі трьох батальйонів.
Первинним завданням підрозділів бригади була охорона і оборона найбільшої автомагістралі в районі перевалу Саланг, забезпечення просування радянських військ в центральні та південні райони Афганістану.
З 1982 р. до червня 1988 р. 56-а огдшбр дислокувалася в районі м. Гардез, ведучи бойові дії на всій території Афганістану: Баграм, Мазарі-Шариф, Ханабад, Панджшер, Логар, Аліхейль (Пактія). У 1984 р. бригада за успішне виконання бойових завдань була нагороджена перехідним Червоним Прапором ТуркВО.
Наказом від 1985 р., в середині 1986 р. вся штатна авіадесантована бронетехніка бригади (БМД-1 і БТР-Д) була замінена на більш захищену бронетехніку з великим моторесурсом:
- БМП-2Д — для розвідувальної роти, 2-го, 3-го і 4-го батальйонів
- БТР-70 — для 2-ї і 3-ї парашутно-десантних рот 1-го батальйону (у 1-й ПДР залишилися БРДМ-2).

Також особливістю бригади був збільшений штат артилерійського дивізіону, що складався не з 3-х вогневих батарей, як це було прийнято для частин дислокованих на території СРСР, а з 5-ти.
4 травня 1985 р. указом Президії Верховної Ради СРСР бригада нагороджена орденом Вітчизняної війни I ступеня № 56324698.
З 16 грудня 1987 р. до кінця січня 1988 р. бригада брала участь в операції «Магістраль». У квітні 1988 р. бригада брала участь в операції «Бар'єр». Десантники перекрили караванні шляхи з Пакистану з метою забезпечення виведення військ з міста Газні.
Штатна чисельність особового складу 56-ї гвардійської ОДШБр на 1 грудня 1986 становила 2452 людини (261 офіцер, 109 прапорщиків, 416 сержантів, 1666 солдатів).
Після участі у війні в Афганістані, 12-14 червня 1988 року бригада була виведена в м. Йолетен Туркменської РСР.
БРДМ-2 в бригаді було всього 3 одиниці в складі розвідроти. Однак, ще один БРДМ-2 був у хімвзводі та ще 2 штуки в загоні пропаганди і агітації (рос. отряд пропаганды и агитации, ОПА).
У 1990 році бригада була переформована на 56-ту окрему повітрянодесантну бригаду. Бригада пройшла «гарячі точки»: Афганістан (12.1979-07.1988), Баку (12-19.01.1990 — 02.1990), Сумгаїт, Нахічевань, Мегрі, Джульфа, Ош, Фергана, Узген (06.06.1990).
15 січня 1990 р. Президія Верховної Ради СРСР після детального вивчення обстановки ухвалила рішення «Про оголошення надзвичайного стану в Нагірно-Карабахській автономній області та деяких інших районах». Відповідно до цього ПДВ почали операцію, що проводилася в два етапи. На першому етапі в період з 12 до 19 січня на аеродроми коло м. Баку висадилися частини 106-ї і 76-ї повітрянодесантних дивізій, 56-й і 38-й повітрянодесантних бригад і 217-го парашутно-десантного полку (див. «Чорний січень»), а в м. Єревані — 98-ма гвардійська повітрянодесантна дивізія. 39-я окрема десантно-штурмова бригада увійшла в Нагірний Карабах.
З 23 січня підрозділи ПДВ почали операції з відновлення порядку в інших частинах Азербайджану. В районі Ленкорані, Прішіпа і Джалілабад вони проводилися спільно з прикордонними військами, що відновили державний кордон.
У лютому 1990 р. бригада повернулася до місця постійної дислокації.
З березня до серпня 1990 р. підрозділи бригади підтримували порядок в містах Узбекистану і Киргизстану.
6 червня 1990 р. почалася висадка на аеродромах в містах Фергані й Оші 104-го парашутно-десантного полку 76-ї повітрянодесантної дивізії, 56-ї повітряно-десантної бригади, а 8 червня — 137-го парашутно-десантного полку 106-ї повітрянодесантної дивізії в м. Фрунзе. Зробивши у цей же день марш через гірські перевали кордону двох республік, десантники зайняли Ош і Узген. На наступний день 387-й окремий парашутно-десантний полк і підрозділи 56-ї повітрянодесантної бригади взяли під контроль обстановку в районі міст Андіжан, Джалал-Абад, зайняли Кара-Суу, гірські дороги і перевали на всій території конфлікту.
Після розпаду СРСР у 1992 році бригада перейшла увійшла до складу Збройних сил Росії.

## Командири
- Плохіх Олександр Петрович — 1980—1981
- Карпушкін Михайло Олександрович — 1981—1982
- Сухін Віктор Арсентійович — 1982—1983
- Чижиков Віктор Матвійович — 1983—1985
- Раєвський Віталій Анатолійович — 1985—1987
- Євневич Валерій Геннадійович — 1987—1990

## Особи
- Хабаров Леонід Васильович — командир 4-го десантно-штурмового батальйону з моменту формування бригади до квітня 1980 р.. Начальник штабу бригади з жовтня 1984 р. до вересня 1985 р..